# Leibulfo da Provença
Leibulfo da Provença foi um conde de origem carolíngia e governante de Narbona. Governou entre 820 e 828. Foi antecedido no por Bera de Barcelona e seguido no governo do condado por Bernardo de Septimânia.